# Dan Donegan
Dan Donegan (født 1. august 1968 i Illinois) er en amerikansk musiker og guitarist og keyboardspiller for heavy metal-bandet Disturbed.
Donegan begyndte at spille guitar i sine teenageår og var medstifter af glam metal-bandet Vandal.
Donegan har en datter ved navn, Maya (født 18. maj 1999) og en søn, Justin (født 10. januar 2003).[kilde mangler]

## Diskografi

### Vandal
- Better Days

### Brawl
- Demo Tape (1994)

### Disturbed
- The Sickness (2000)
- Believe (2002)
- Ten Thousand Fists (2005)
- Indestructible (2008)
- Asylum (2010)
- The Lost Children (2011)
- Immortalized (2015)
- Evolution (2018)
- Divisive (2022)

### Fight or Flight
- A Life by Design? (2013)